# МКС-26
МКС-26 — двадцать шестой долговременный экипаж Международной космической станции, состоит из шести человек. Работа экипажа началась 26 ноября 2010 года в 01:23 UTC после отстыковки корабля «Союз ТМА-19» от станции, окончание экспедиции произошло 16 марта 2011 года в 04:27 UTC после отстыковки «Союза ТМА-01М». Первоначально в состав экспедиции вошли три члена экипажа космического корабля «Союз ТМА-01М», раннее работавшие в составе экспедиции МКС-25. 17 декабря в 20:12 UTC численность экипажа увеличилась до шести человек, после стыковки со станцией корабля «Союз ТМА-20».

## Экипаж
| Должность     | 26 ноября — 17 декабря 2010 | 17 декабря 2010 — 16 марта 2011 | № полёта | Корабль доставки |
| ------------- | --------------------------- | ------------------------------- | -------- | ---------------- |
| Командир      | Скотт Келли, НАСА           | Скотт Келли, НАСА               | 3        | «Союз ТМА-01М»   |
| Бортинженер 1 | Александр Калери, РКА       | Александр Калери, РКА           | 5        | «Союз ТМА-01М»   |
| Бортинженер 2 | Олег Скрипочка, РКА         | Олег Скрипочка, РКА             | 1        | «Союз ТМА-01М»   |
| Бортинженер 3 |                             | Дмитрий Кондратьев, РКА         | 1        | «Союз ТМА-20»    |
| Бортинженер 4 |                             | Катерина Коулман, НАСА          | 2        | «Союз ТМА-20»    |
| Бортинженер 5 |                             | Паоло Несполи, (ЕКА)            | 2        | «Союз ТМА-20»    |

ИсточникNASA

## Задачи экипажа
Кроме выполнения программы научно-прикладных исследований и экспериментов экипаж выполнил, в частности, работы по обслуживанию стыковки кораблей ATV «Иоганн Кеплер», «Прогресс М-09М» и HTV 2, а также участие в проведении лётно-конструкторских испытаний модуля «Рассвет» и выходы в открытый космос на российском сегменте.

## Ход экспедиции

### Выходы в открытый космос
1. 21 января 2011 года,  Олег Скрипочка и  Дмитрий Кондратьев, из модуля Пирс, длительность 5 ч 23 мин[5]. Космонавты установили моноблок системы высокоскоростной передачи информации СВПИ на большом диаметре рабочего отсека служебного модуля (СМ) «Звезда», отключили и демонтировали c СМ «Звезда» научную аппаратуру ИПИ-СМ и «EXPOSE-R», установили и подключили телекамеру на малом исследовательском модуле МИМ-1 «Рассвет» со стороны пассивного стыковочного агрегата.
2. 16 февраля 2011 года,  Олег Скрипочка и  Дмитрий Кондратьев, из модуля Пирс, длительность 4 ч 51 мин[6]. Космонавты установили на модуле «Звезда» научную аппаратуру для экспериментов «Молния-Гамма» и «СВЧ-радиометрия», проложили необходимые кабели и состыковали соответствующие разъёмы, демонтировали устройство «Якорь», сняли две панели «Компласт» и подготовили их для возвращения на Землю.

### Принятые грузовые корабли
1. Kounotori 2[7], старт 22 января 2011 года, стыковка 27 января 2011 года.
2. «Прогресс М-09М», старт 28 января 2011 года, стыковка 30 января 2011 года.
3. ATV-2 «Иоганн Кеплер», старт 16 февраля 2011 года, стыковка 24 февраля 2011 года.

### Экспедиция посещения
STS-133 («Дискавери»), старт 24 февраля 2011 года, стыковка 26 февраля 2011 года, расстыковка 7 марта 2011 года, посадка 9 марта 2011 года. Доставка на МКС постоянного многоцелевого модуля PMM «Леонардо» и грузов. Экипаж шаттла выполнил два выхода в открытый космос из модуля Квест.